# Kościół Ewangelicki La Platy
Kościół Ewangelicki La Platy (hiszp. Iglesia evangélica del Río de la Plata) – Kościół ewangelicki o charakterze unijnym prowadzący działalność na terenie Argentyny, Paragwaju i Urugwaju. Liczy ponad 27 tysięcy wiernych w 45 parafiach.

## Historia
Początki Kościoła związane są z niemiecką imigracją na tereny regionu La Platy. W 1843 w Buenos Aires powstała pierwsza niemiecka parafia ewangelicka. Powstanie parafii przyczyniło się do powstania w następnych latach kolejnych parafii w Asunción i Montevideo. W 1899 roku na zgromadzeniu w Buenos Aires niemieckojęzyczne parafie ewangelickie z Argentyny, Paragwaju i Urugwaju powołały wspólny Niemiecki Synod Ewangelicki Río de la Plata. Od 1934 roku synod był częścią Kościoła Ewangelickiego w Niemczech. Po II wojnie światowej zaczęły pojawiać się głosy za uniezależnieniem Kościoła. Szczególnie widoczne były w czasie XIX synodu. Ostatecznie Kościół w obecnej formie zaistniał w roku 1965, od kiedy nosi też obecną nazwę. Językiem Kościoła jest dziś głównie hiszpański.
Kościół ma charakter ewangelicko-unijny. Jest związany zarówno ze Światową Federacją Luterańską jak i Światową Wspólnotą Kościołów Reformowanych. Kościół utrzymuje bliskie relacje z innymi Kościołami protestanckimi o charakterze ewangelickim, jak na przykład Kościół Ewangelicki Waldensów La Platy czy Kościół Metodystyczny, z którymi prowadzi wspólne inicjatywy.